# ¡¡Cachún cachún ra-ra!! (Una loca, loca, preparatoria)
 ¡¡Cachún cachún ra-ra!! (Una loca, loca, preparatoria) o Estos locos, locos estudiantes (Cachún, cachún ra ra) es una película mexicana de 1984 dirigida por René Cardona Jr.
Esta película surgió de la exitosa serie de televisión ¡¡Cachún Cachún Ra Ra!!, transmitida por el canal 2 de Televisa de 1981 a 1987. Se estrenó en Ciudad de México el 20 de febrero de 1986.
La preparatoria más famosa de México en la década de los 80 fue ¡¡Cachún Cachún Ra Ra!! Un plantel donde los estudiantes vivían situaciones graciosas y divertidas, superando problemáticas de acuerdo a su edad. Sus aventuras son llevadas a la pantalla grande en 1984.

## Argumento
Los alumnos de una preparatoria viven situaciones clásicas a su edad, noviazgos, fiestas, exámenes, rivalidades, pintas, bromas y sobre todo compañerismo que los ayuda a sobrevivir a los castigos de la temible directora "La Profesora Bonilla". 

## Reparto
- Alma Delfina ... Baby
- Alfredo Alegría ... Lenguardo
- Lupita Sandoval ... Nelly Alpuche / Petunia
- Rodolfo Rodríguez ... Calixto
- Fernando Arau ... Severino Urrutia / Chicho
- Ariane Pellicer ... Nina
- Martha Zavaleta ... Profesora Bonilla / Godzilla
- Alicia Encinas ... Miss Evergreen
- José Magaña ... Profesor Villafuerte
- Lily Garza ... Lili
- Rosita Pelayo ... Rossy
- Roberto Huicochea ... Huicho Huicochea
- Alejandro Ciangherotti III es Alejandro Guce ... Alberto Vasconcelos / Beto
- José Flores ... Jagger
- Gerardo González ... Porkirio
- Paco del Toro ...
- José De Mara …. Tito
- Carlos Riquelme …. Papá de Lenguardo
- Imperio Vargas
- Omar Fierro …. Titán
- Manuel de la Rosa …. Profesor Redondón
- Manuel Gurría …. Inspector Romualdo Tenorio
- Benny Corral .... Extra coreografía
- Fabiola La Rue .... Extra coreografía / Copelia
- Andrés Bonfiglio .... Extra coreografía

## Canciones
- «Este día en particular» – (Entrada) Cachunes
- «Soy chicho» - Chicho
- «Hoy me escapare» (libre) - Huicho
- «No debes azotarte» - Baby
- «Rey de la R» - Lenguardo
- «Calixto rock» - Calixto
- «Soy Chicho» - Fernando Arau
- «Chavos y chavas» - Cachunes
- «Reina del show» - Petunia
- «¡¡Cachún Cachún Ra Ra!!» (tema) – (Final) Cachunes